# Giuseppe Jovinelli
Giuseppe Jovinelli (Caiazzo, 22 marzo 1866 – Roma, 20 dicembre 1924) è stato un impresario teatrale italiano, talent scout e gestore di teatri di varietà e sale cinematografiche romane, tra cui il Teatro Ambra Jovinelli.

## Biografia
Giuseppe  Luigi Tommaso Jovinelli nacque a Caiazzo, un paese in provincia di Terra di Lavoro, il 22 marzo 1866. Fonti non accertate dichiarano che Il suo vero cognome era Iovinella, mutato in Iovinelli forse per un errore di trascrizione dell'anagrafe all'atto della registrazione della nascita, e successivamente in Jovinelli. In realtà anche nel certificato di nascita del padre Arcangelo, nato a Caiazzo il 10 luglio 1829, è riportano il cognome con la "i" finale.
Nel 1891 sposò Anna Caputo, napoletana d'origine, dalla quale ebbe una figlia, Teresa (1892-1912). Insofferente della vita di paese e attratto dal mondo dello spettacolo, Giuseppe Jovinelli aprì un luna park itinerante e cominciò a girare per l'Italia. A Napoli frequentò l'ambiente del caffè-concerto e, durante uno dei suo viaggi in Sicilia, a Messina, conobbe Concetta Calabrese (1878-1955), che divenne la sua nuova compagna. 
Lasciata la moglie, con la quale tuttavia restò sempre legalmente sposato, si trasferì a Roma, nel quartiere Esquilino, dove nacque suo figlio Arcangelo (1894-1963), che non poté riconoscere. Solo più tardi, un accordo con la moglie gli permise di riconoscere gli altri figli avuti da Concetta Calabrese: Pasquale (1899-1965), Graziano (1901-1979) - che sposò la canzonettista Zara Prima, nome d'arte di Giulia Cerasaro (1894-1966) -, Gustavo (1903-1976), Vittoria (1908-1938), Mario (scomparso nel 1977) e Carmela (1915-2014), che ottennero così il cognome Iovinelli.
Nelle sue memorie Totò racconta la storia, certamente romanzata, del primo periodo di Giuseppe Jovinelli a Roma, in particolare del suo scontro con un piccolo boss della malavita locale. Jovinelli divenne presto conosciuto e rispettato nella zona di piazza Guglielmo Pepe, dove alla fine dell'Ottocento si trovavano i baracconi e i teatrini popolari descritti da Ettore Petrolini nelle sue memorie.
Don Peppe costruì in piazza Pepe i suoi primi teatri in legno, il Teatro Margherita (distrutto da un incendio nel 1905) e il Padiglione Umberto, e nel 1903 iniziò i progetti per la costruzione di un teatro in muratura, che doveva chiamarsi Teatro Umberto I, ma che poi prese il nome di Teatro Jovinelli, un gioiello architettonico in stile liberty. Il nuovo teatro fu inaugurato il 3 marzo 1909 con uno spettacolo di Raffaele Viviani.
A Giuseppe Jovinelli è legato l'ingresso di Totò nel mondo dello spettacolo. Sebbene le dinamiche non siano ben chiare, è proprio al teatro Jovinelli che Totò debuttò, imitando le macchiette del famoso Gustavo De Marco, che militò tra gli attori di Don Peppe per lungo tempo. Totò non fu l'unico grande artista scritturato dall'impresario: in tempi diversi si esibirono per lui Raffaele Viviani, Ettore Petrolini, che nel 1910 ottenne da Giuseppe Jovinelli il primo importante contratto a Roma, Gustavo De Marco, Gennaro Pasquariello, Armando Gill, Alfredo Bambi, Virgilio Riento e molti altri.
Le attività di Don Peppe non si limitarono comunque alla sola imprenditoria teatrale: a suo modo fu attivo in campo sociale, organizzando più volte l'anno pranzi e cene di beneficenza per aiutare i bisognosi, gli orfani e i ciechi, categoria alla quale era molto legato, avendo sofferto in gioventù di una temporanea perdita della vista.
Alla sua morte, avvenuta a Roma il 20 dicembre 1924, il Teatro Jovinelli fu diretto dai figli Arcangelo prima, poi Pasquale e Graziano. Per ultimi, dai figli di Pasquale, Franco e Marcello. Chiuso dopo un incendio nel 1982, fu venduto dalla famiglia ad una società milanese nel 1990.
È sepolto al Cimitero del Verano